# Marylin (województwo wielkopolskie)
Marylin – wieś sołecka w Polsce położona w województwie wielkopolskim, w powiecie czarnkowsko-trzcianeckim, w gminie Drawsko, przy drodze wojewódzkiej nr 135. 
W latach 1975–1998 miejscowość administracyjnie należała do województwa pilskiego.
Początki wsi stanowił młyn wodny na Miale (wzmianka z 1565). Nosił on wtedy nazwę Smrodiniak. W końcu XVI wieku funkcjonowała osada o nazwie Mały Smrodynek, zmieniona potem na Marianowo, a po I wojnie światowej na Marylin. Osada, którą zamieszkuje obecnie około 80 stałych mieszkańców, ma charakter letniskowy, co zawdzięcza przede wszystkim położeniu w samym centrum Puszczy Noteckiej, nad jeziorem Moczydło (plaża, boisko) oraz rzeką Miałą. Oprócz wymienionych na szczególną uwagę zasługują: XVIII-wieczne domy (nr 17 i 22), stara szkoła (dawna stacja turystyczna, obecnie świetlica wiejska) i źródła znajdujące się w lasach na południowy zachód od wsi.
Marylin mieści się na obszarze chronionym przez program Natura 2000.

## Galeria

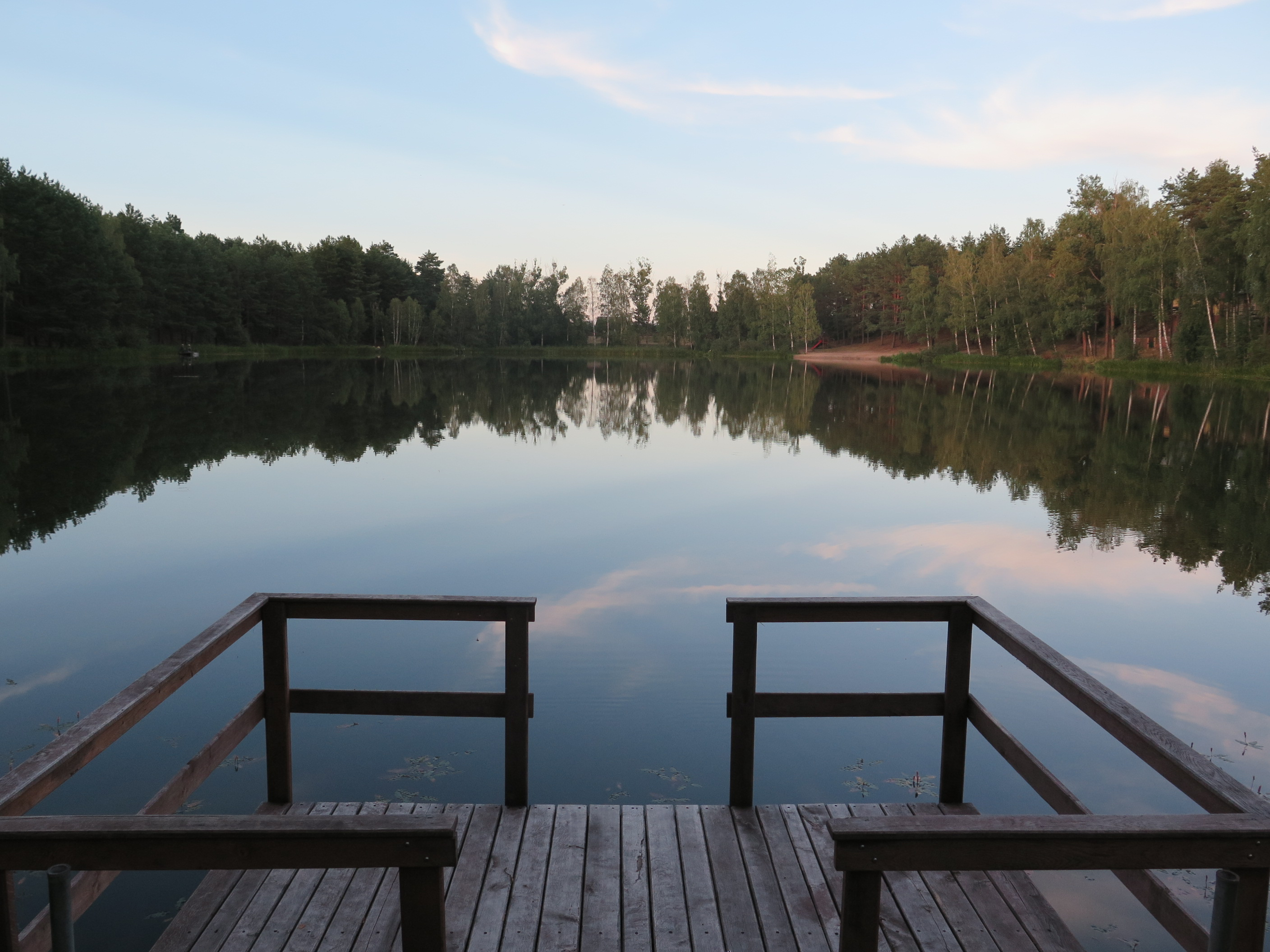
Jezioro Moczydło
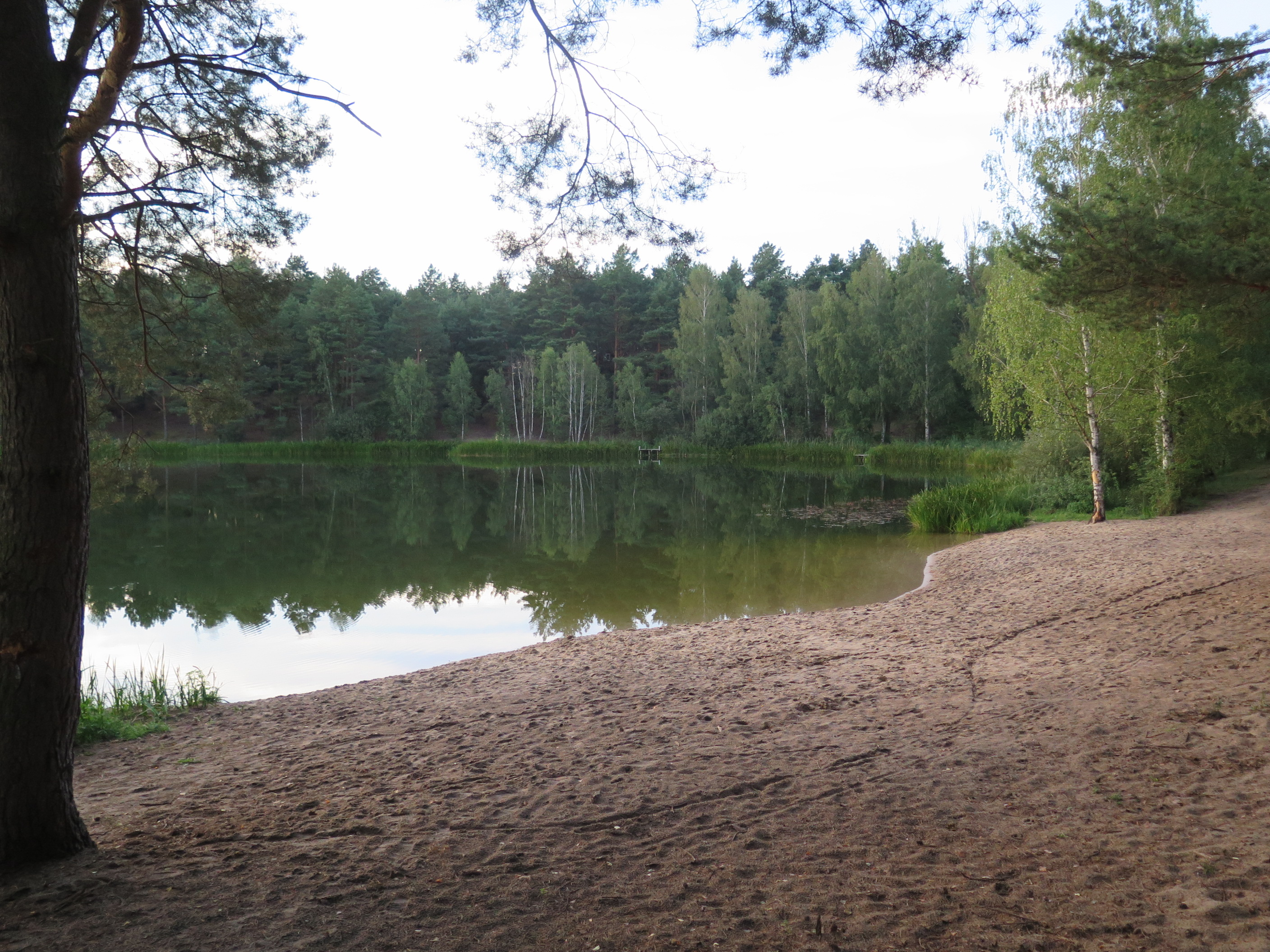
Plaża nad jeziorem Moczydło
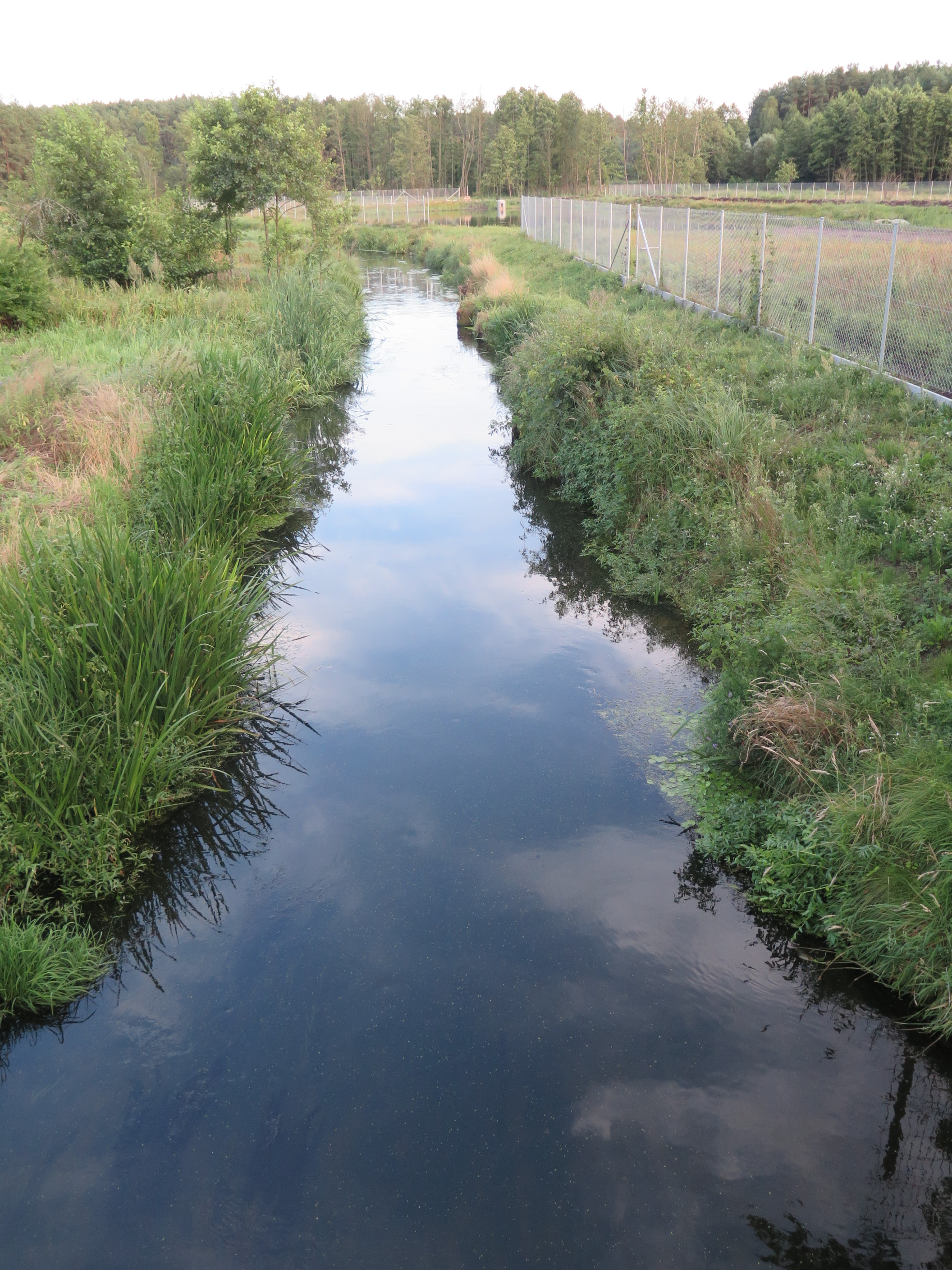
Rzeczka Miałka w Marylinie
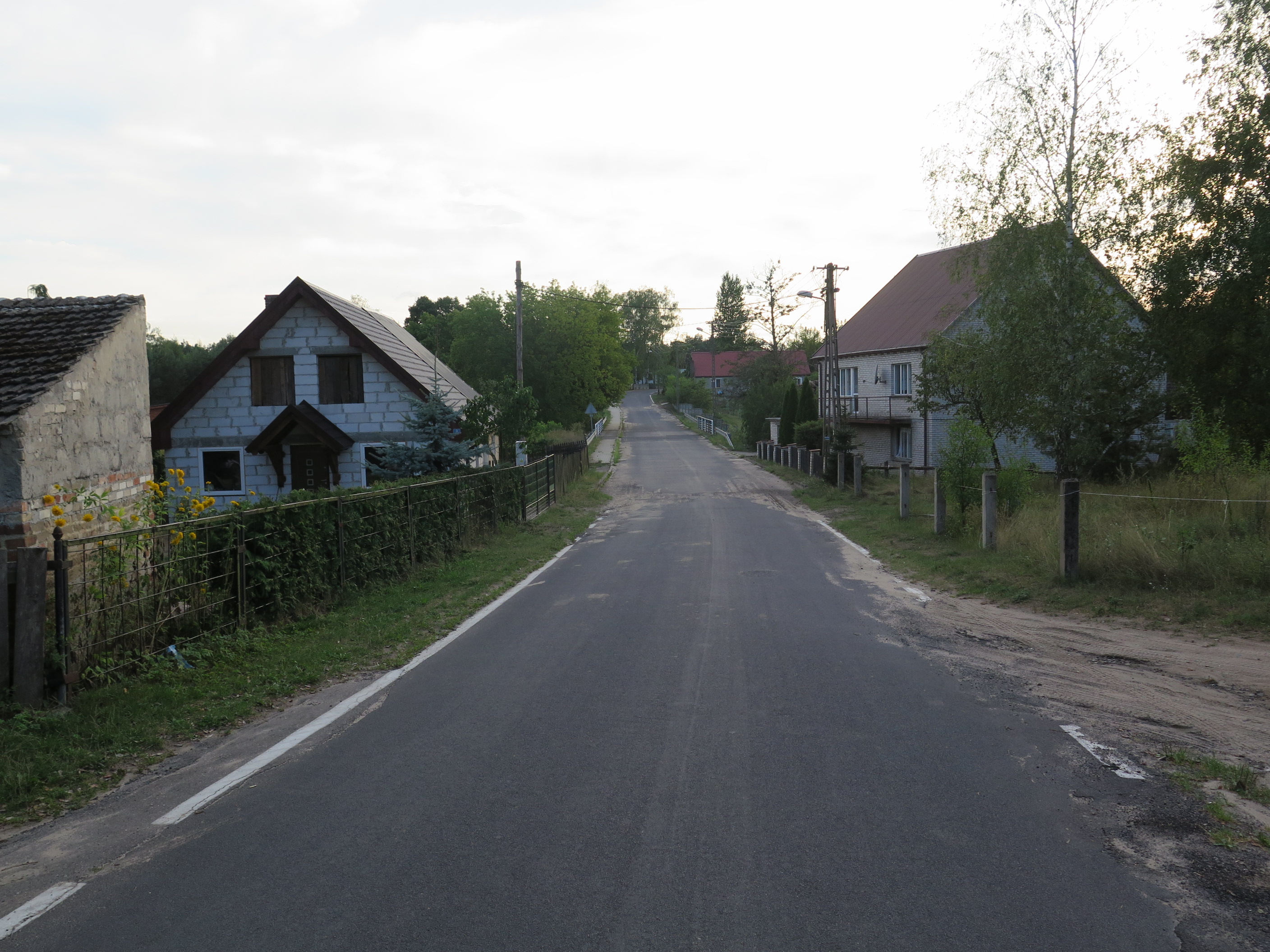
Główna ulica Marylina
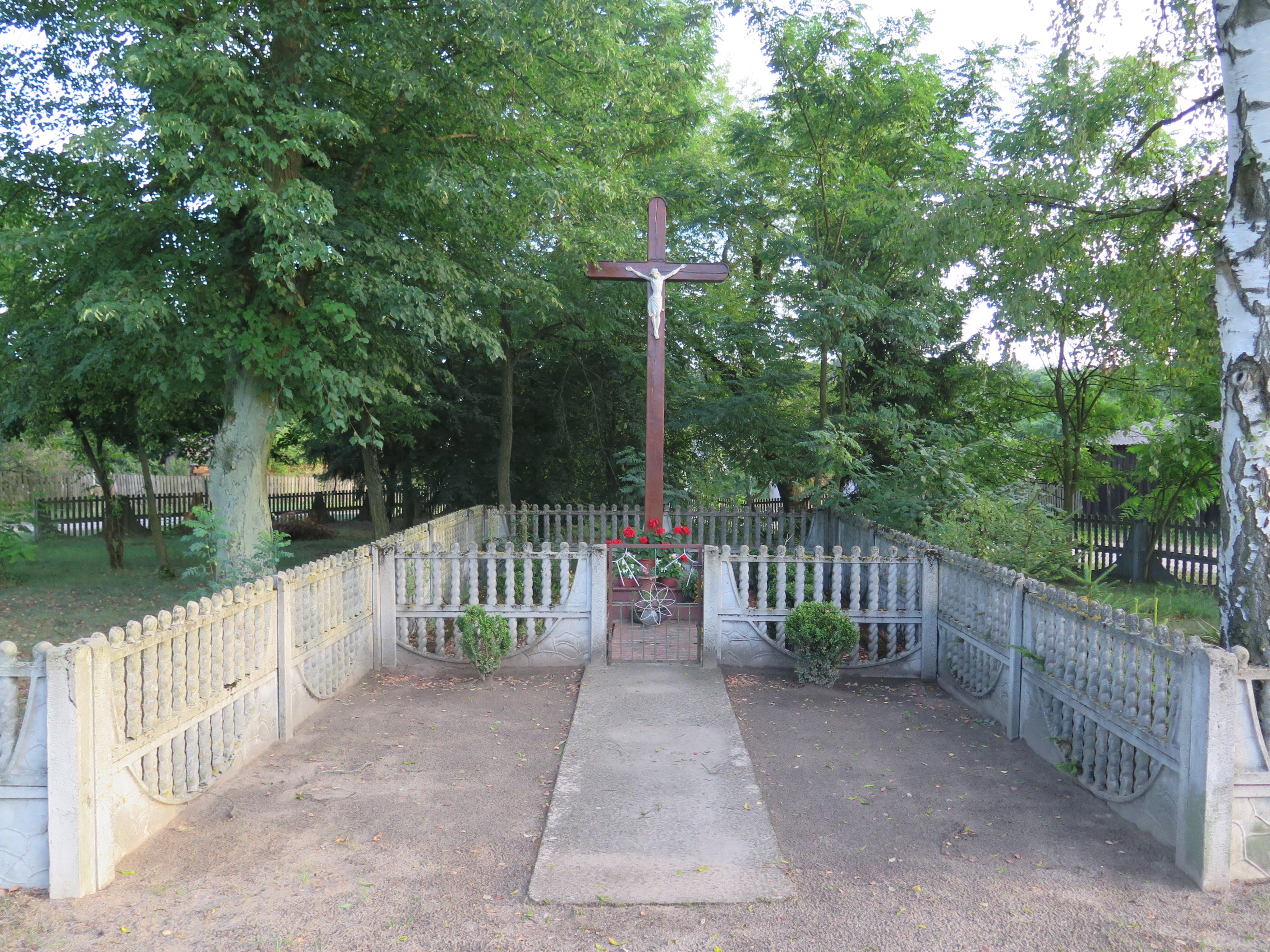
Przydrożny krzyż w centrum wsi
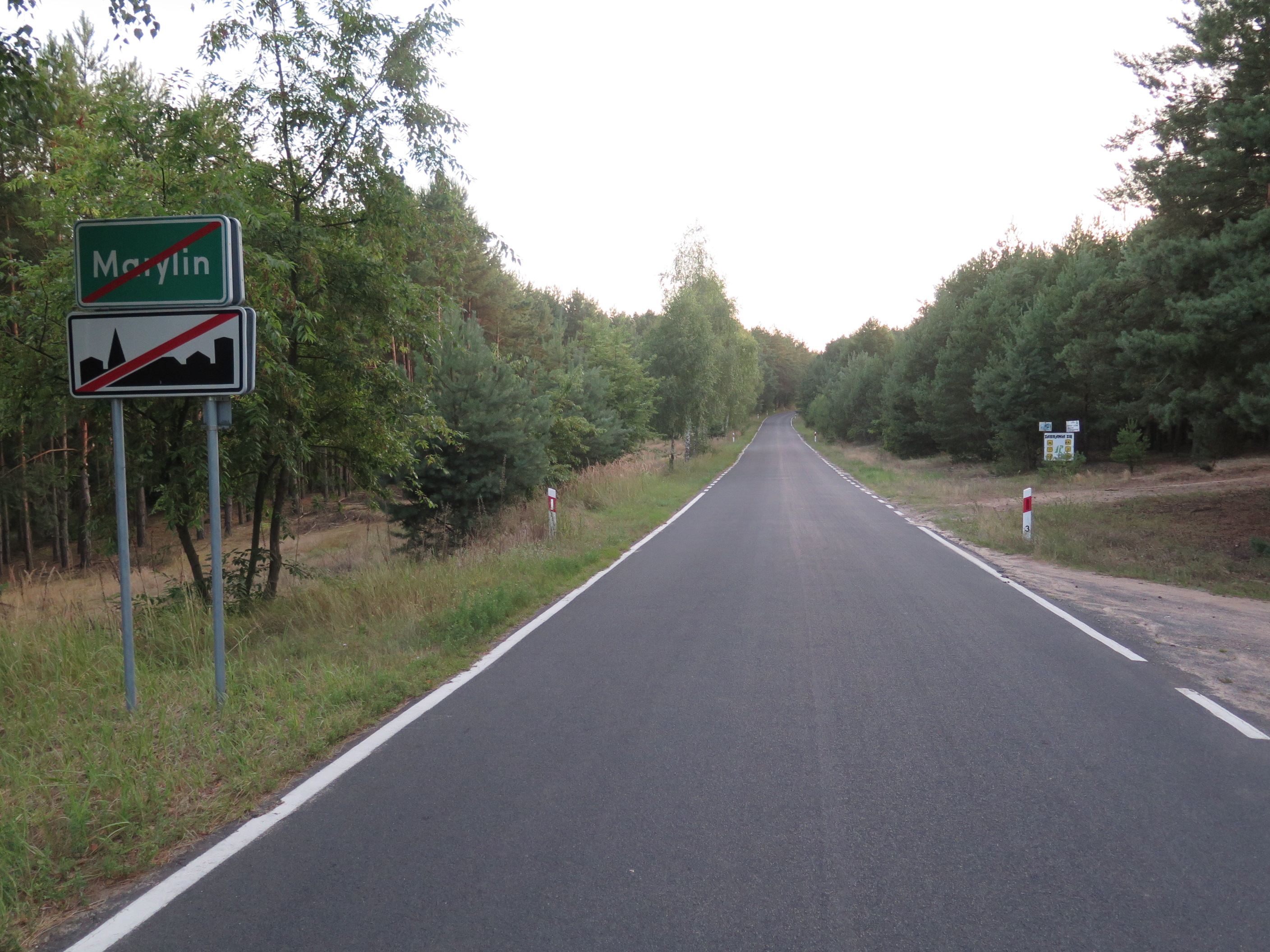
Szosa prowadząca do Marylina
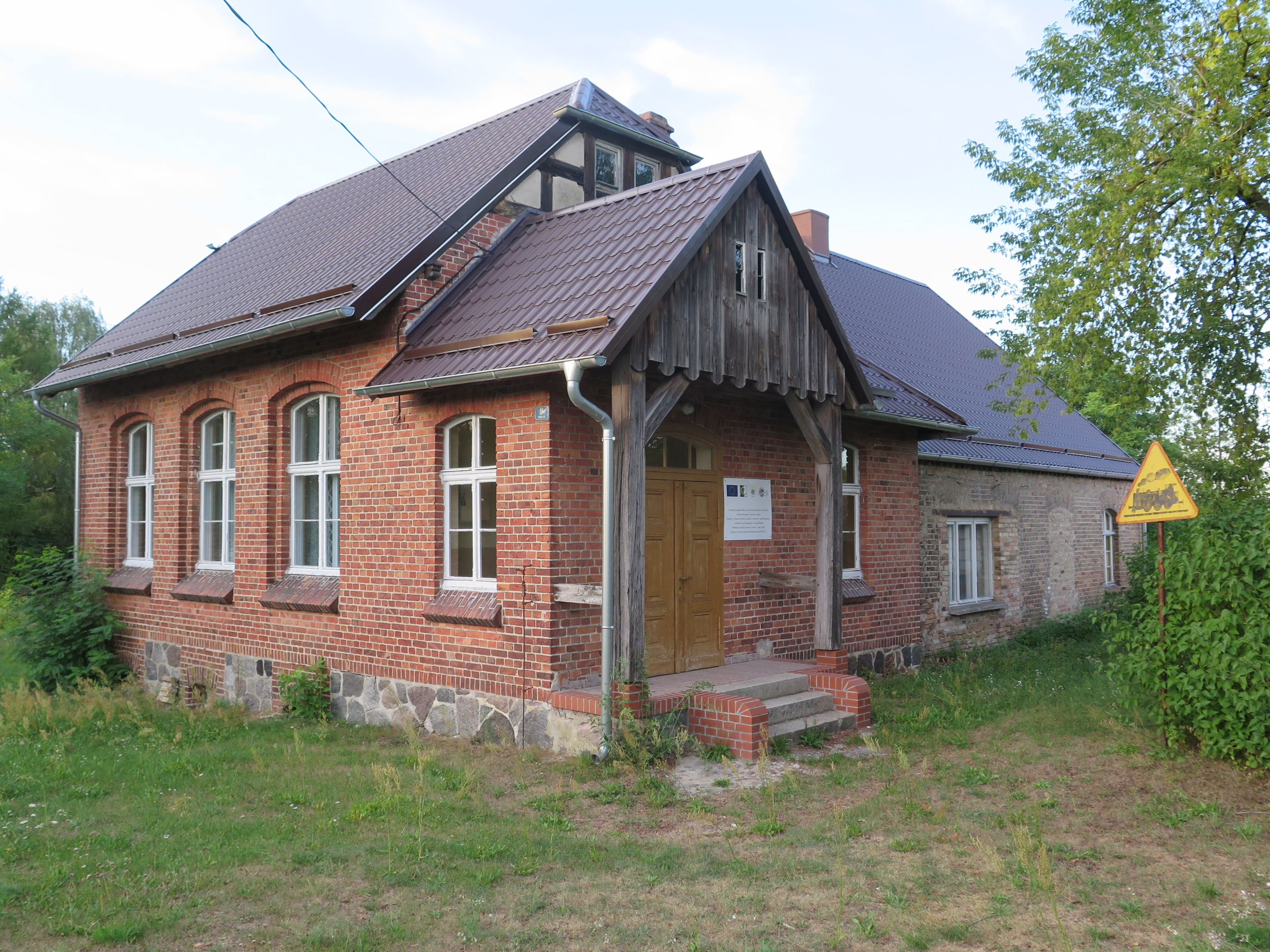
Była szkoła, obecnie świetlica wiejska
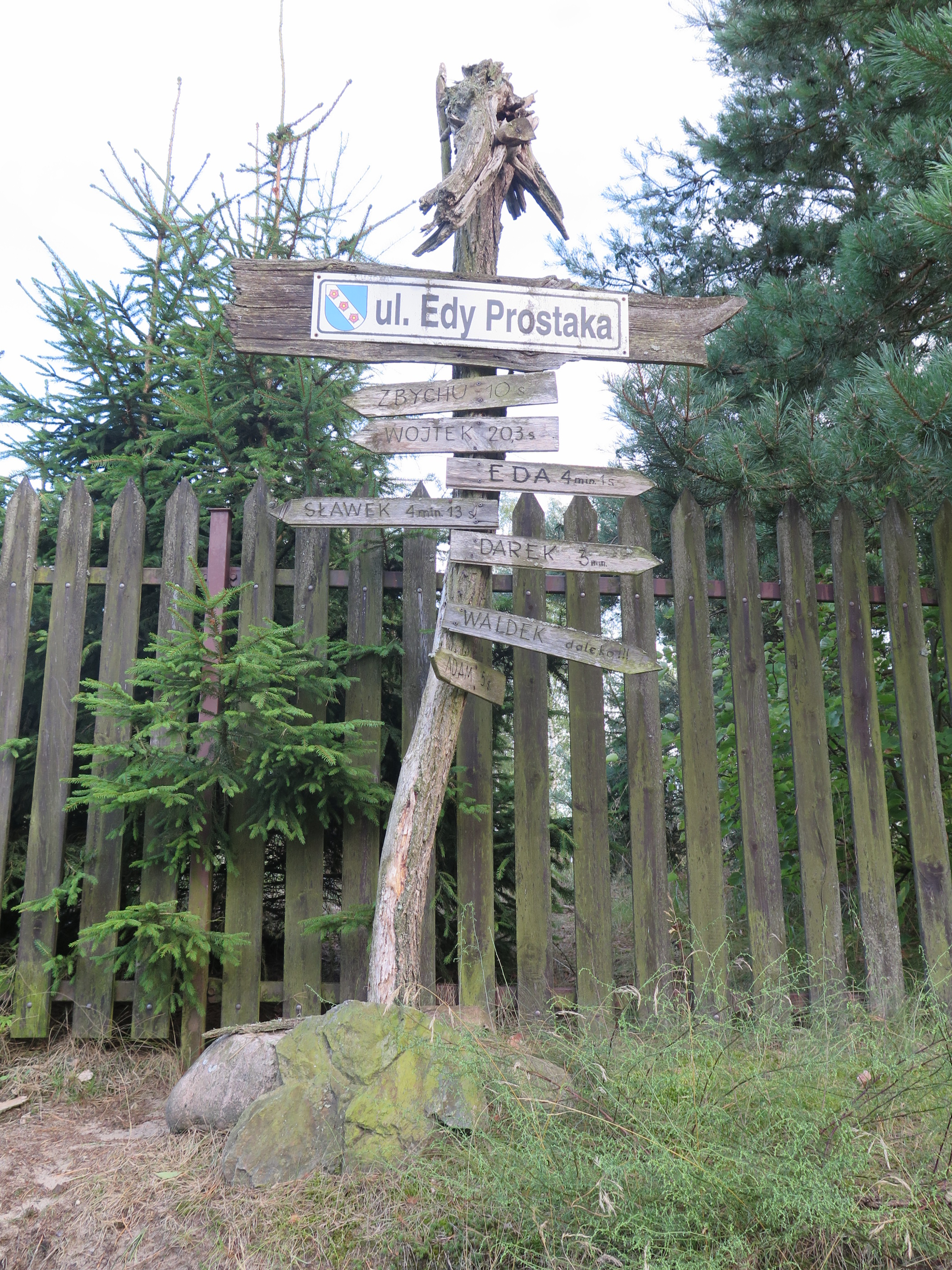
Żartobliwy drogowskaz "Ulica Prostaka"
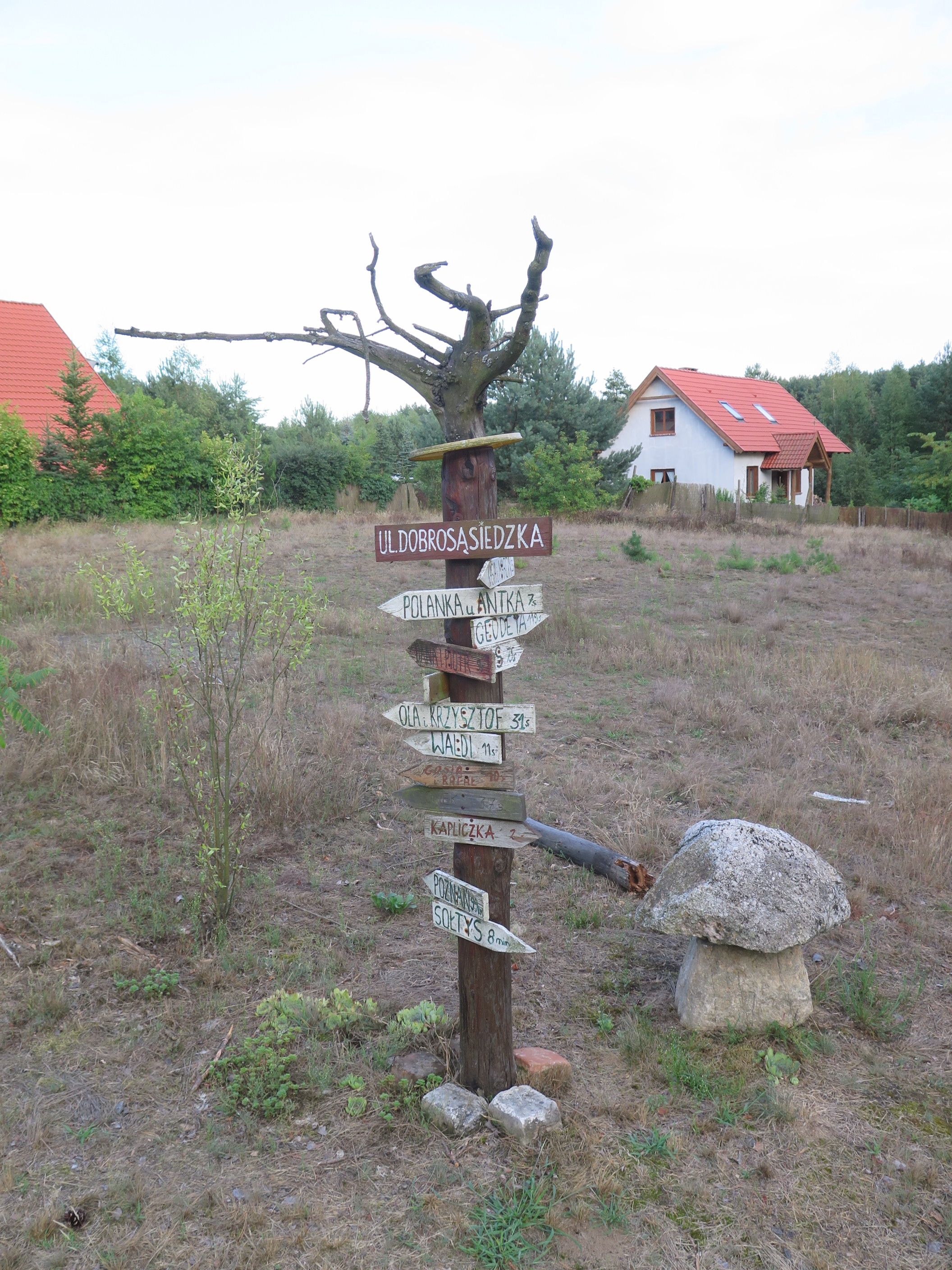
Żartobliwy drogowskaz "Ulica Dobrosąsiedzka"
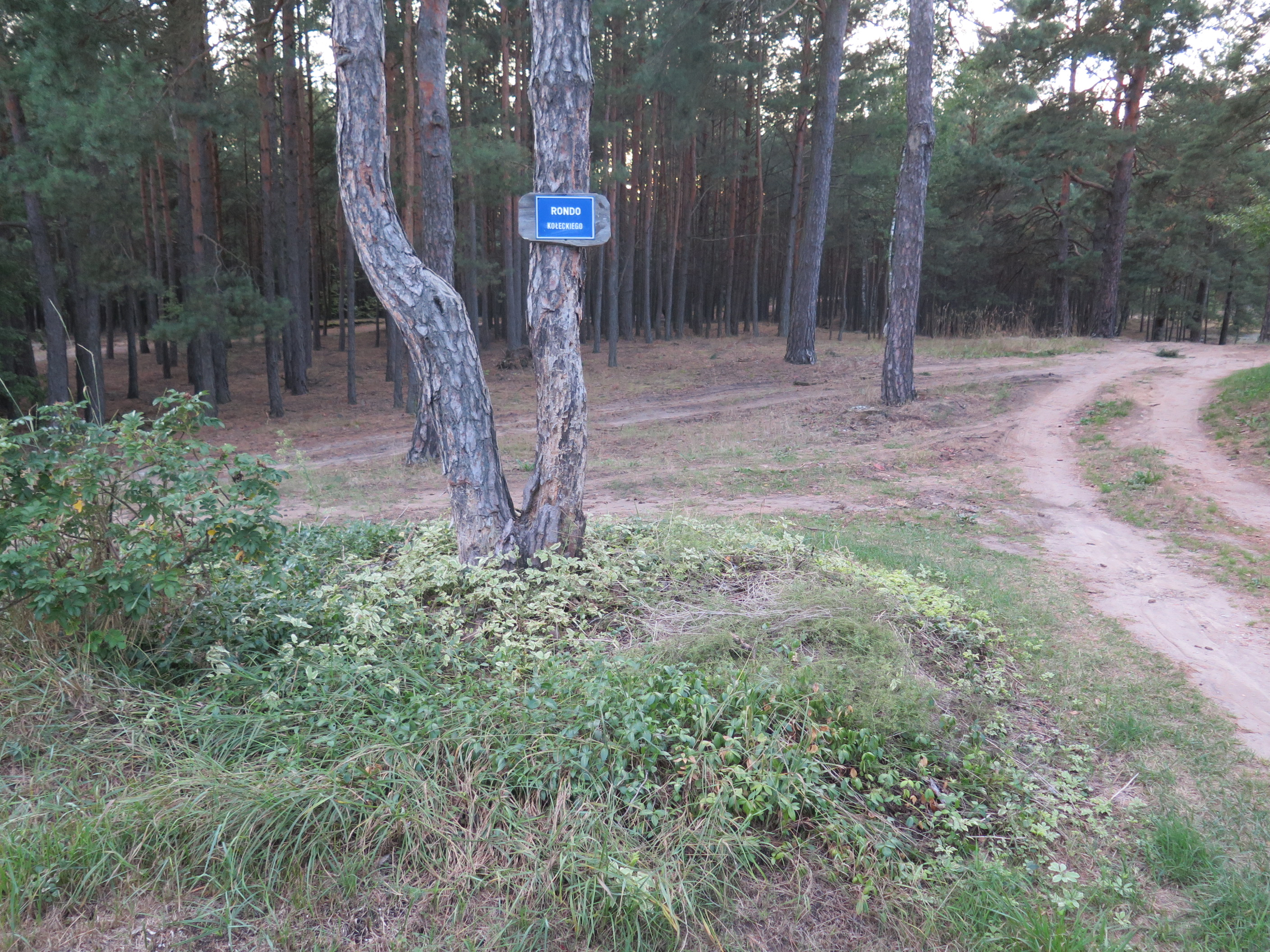
Żartobliwa tabliczka "Rondo Kołeckiego"
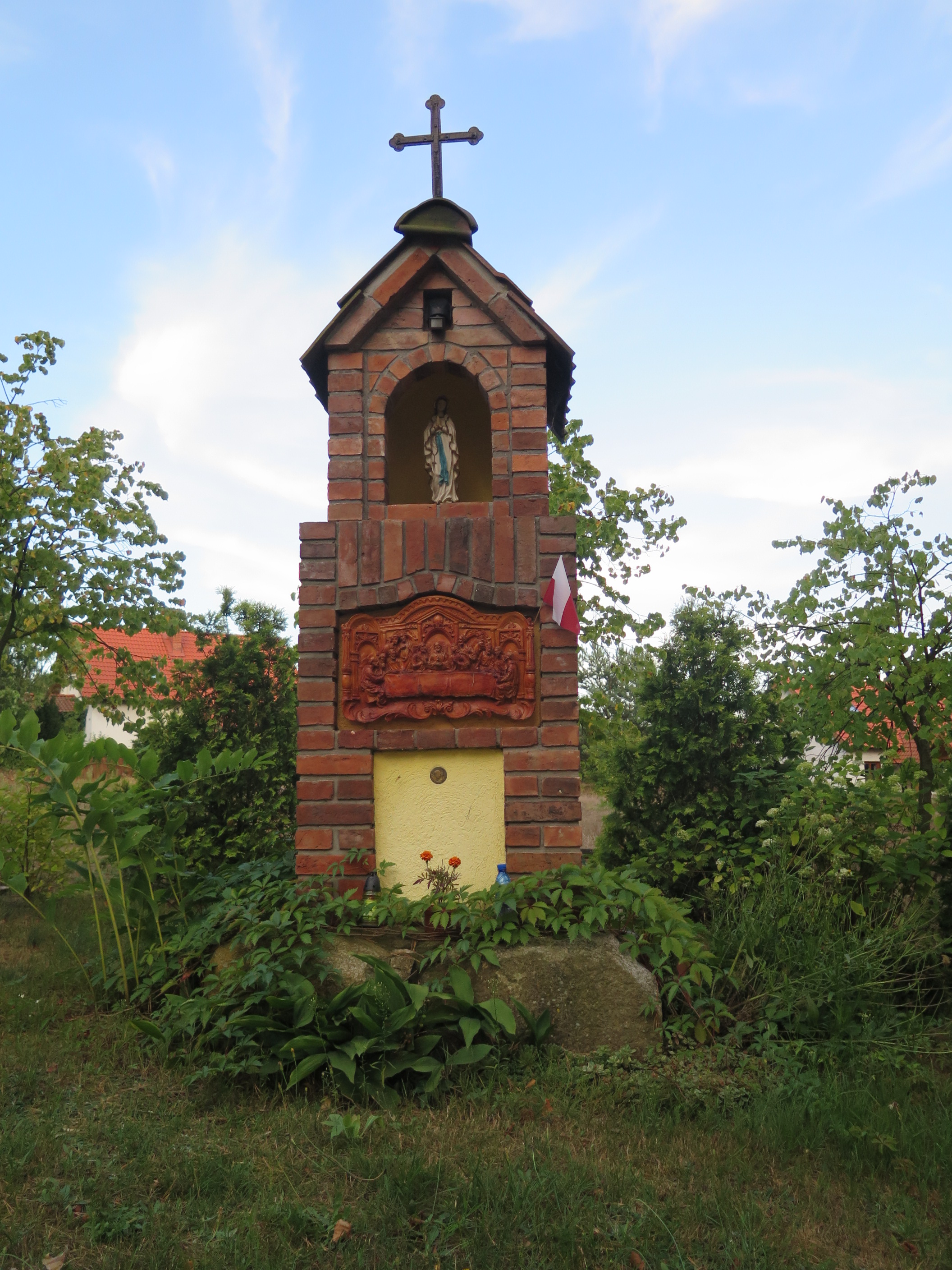
Kapliczka
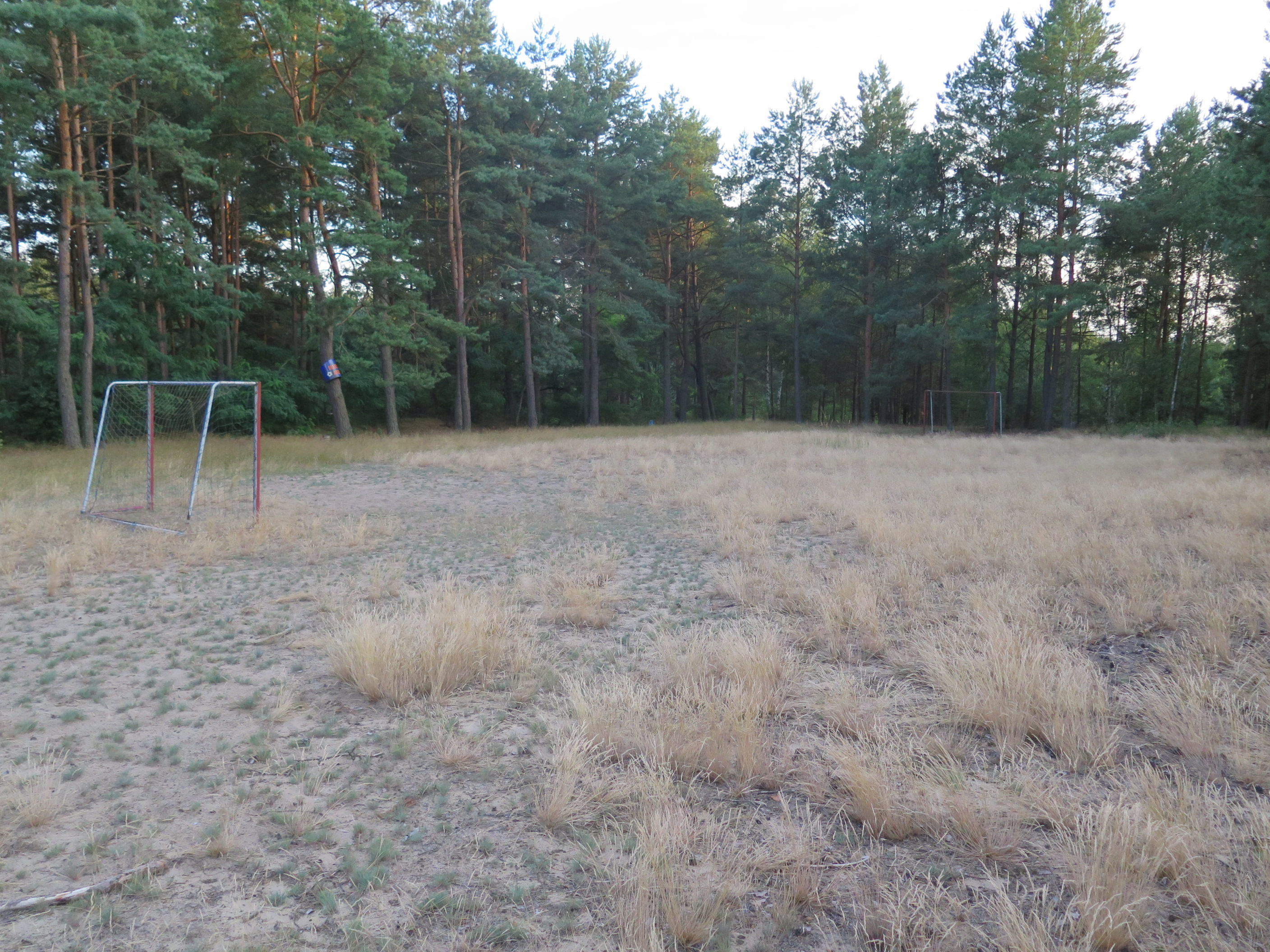
Boisko do piłki nożnej
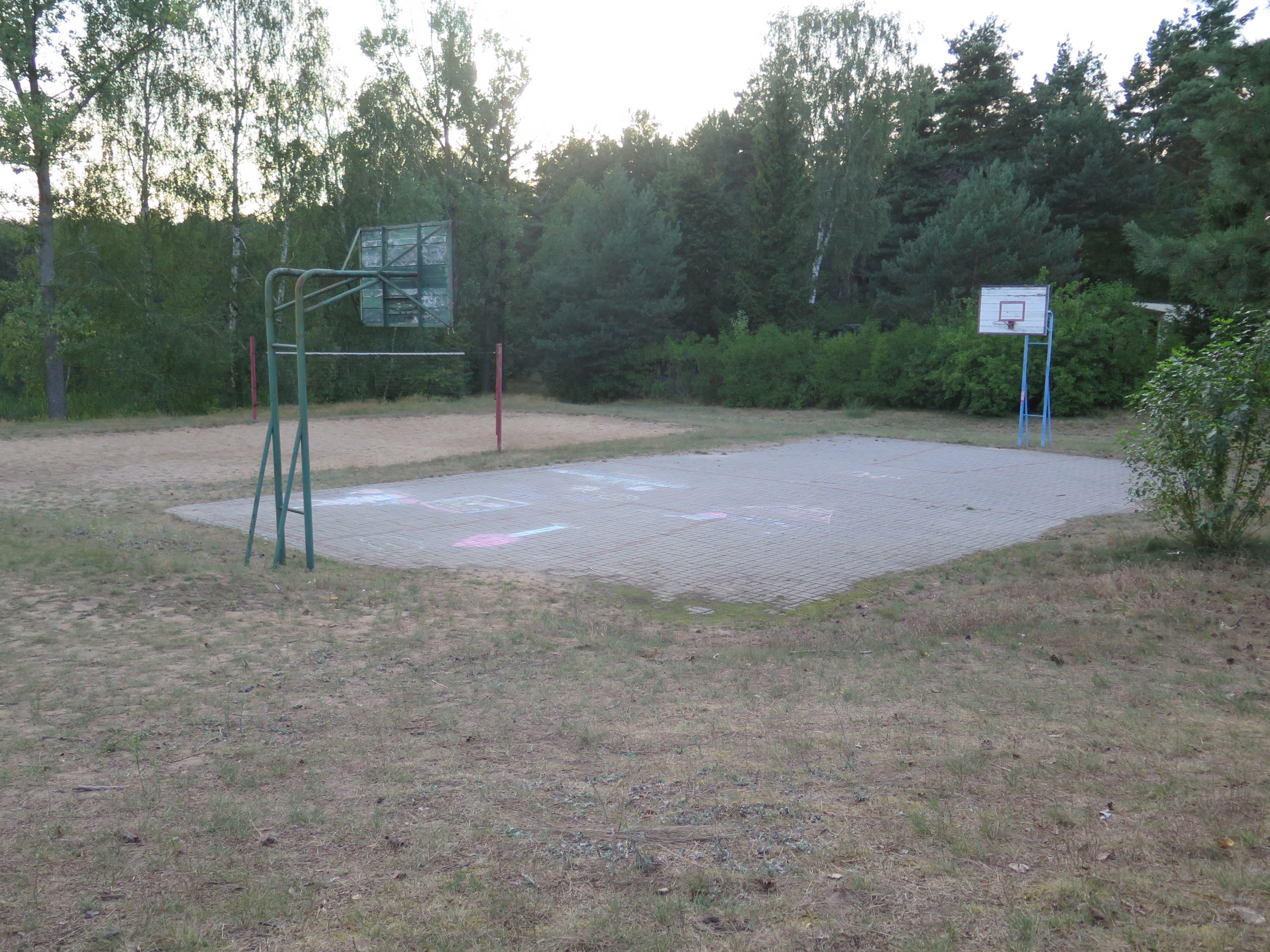
Boisko do koszykówki
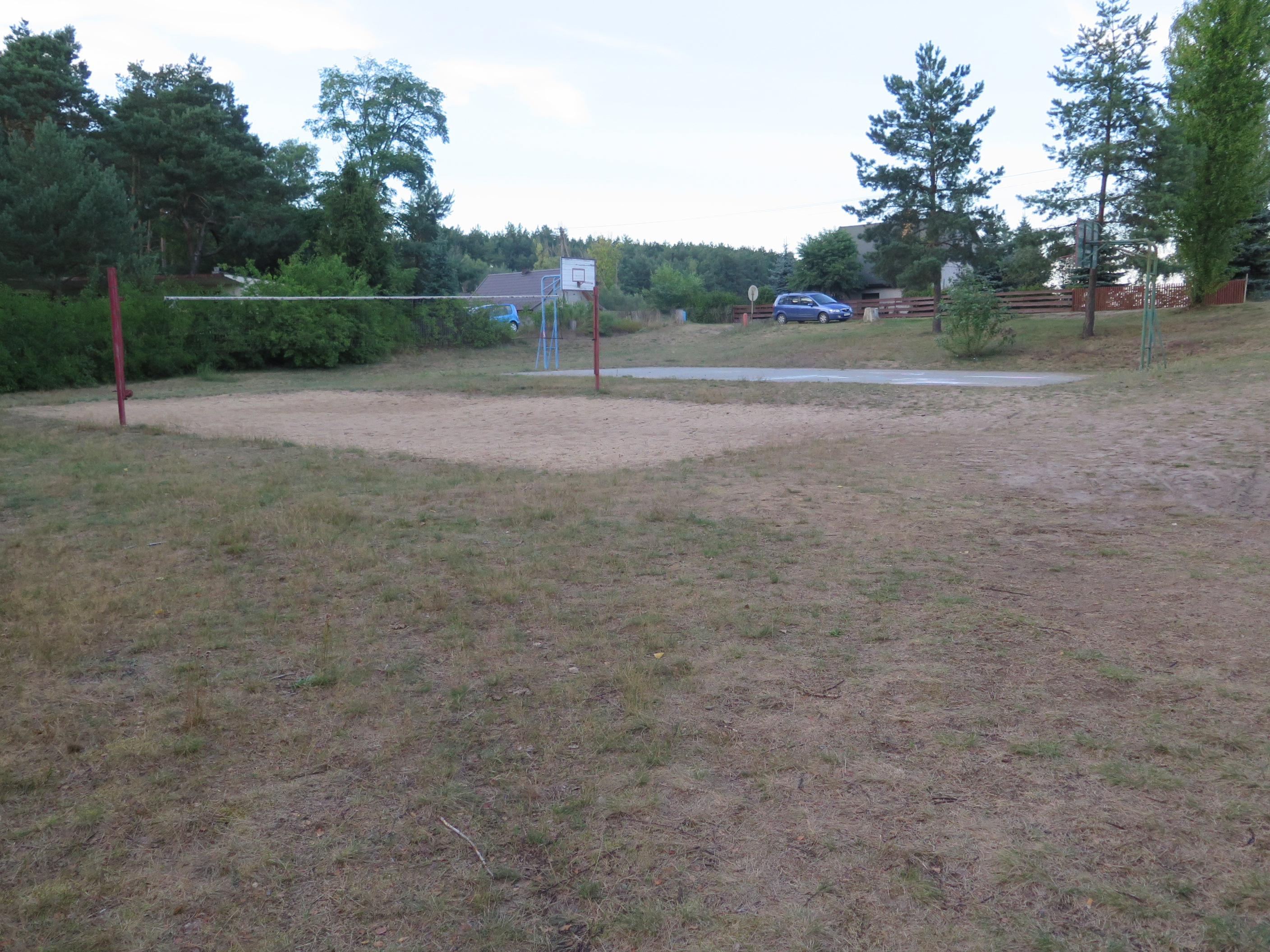
Boisko do siatkówki
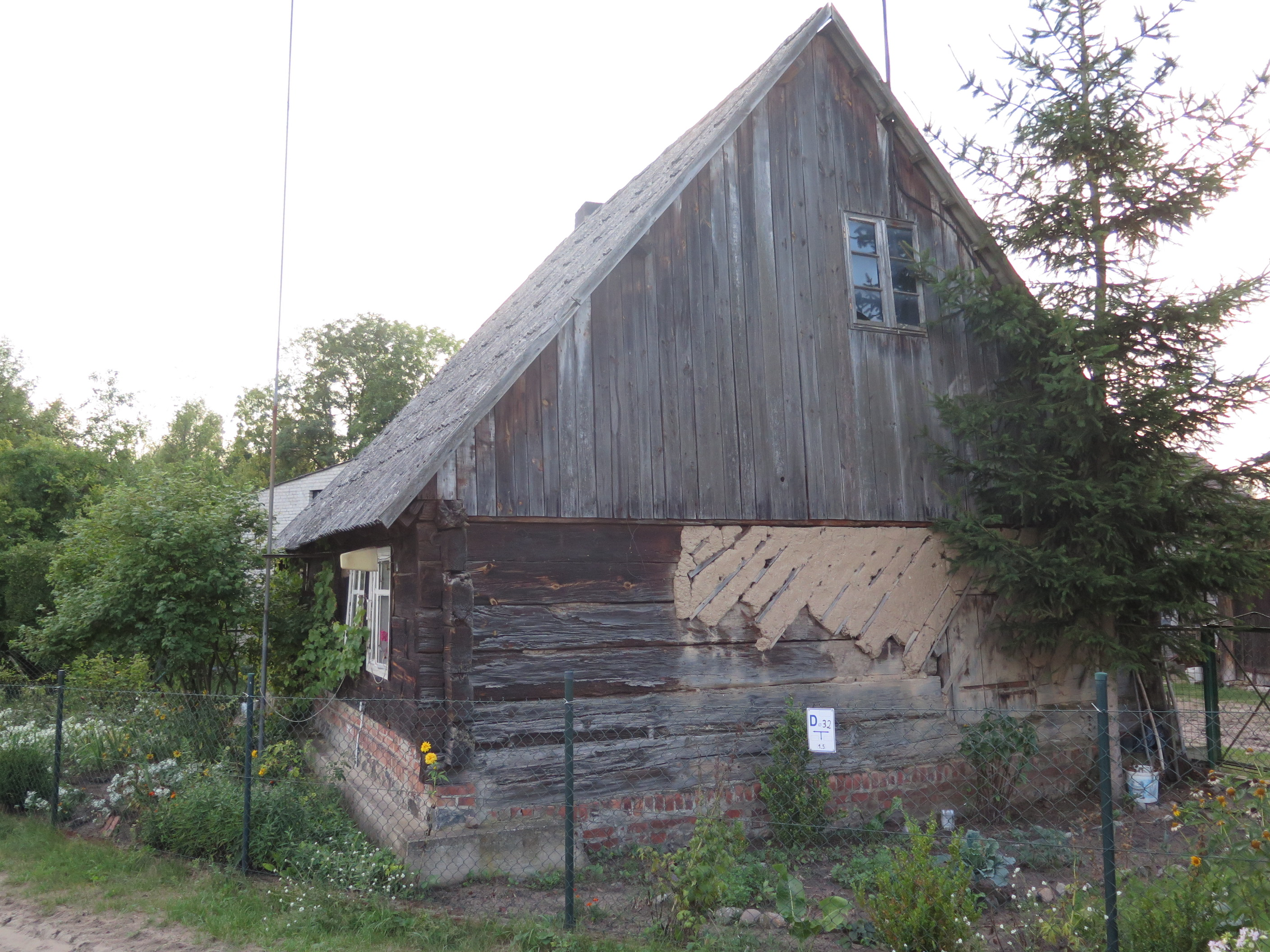
Stary, drewniany dom, Marylin 22
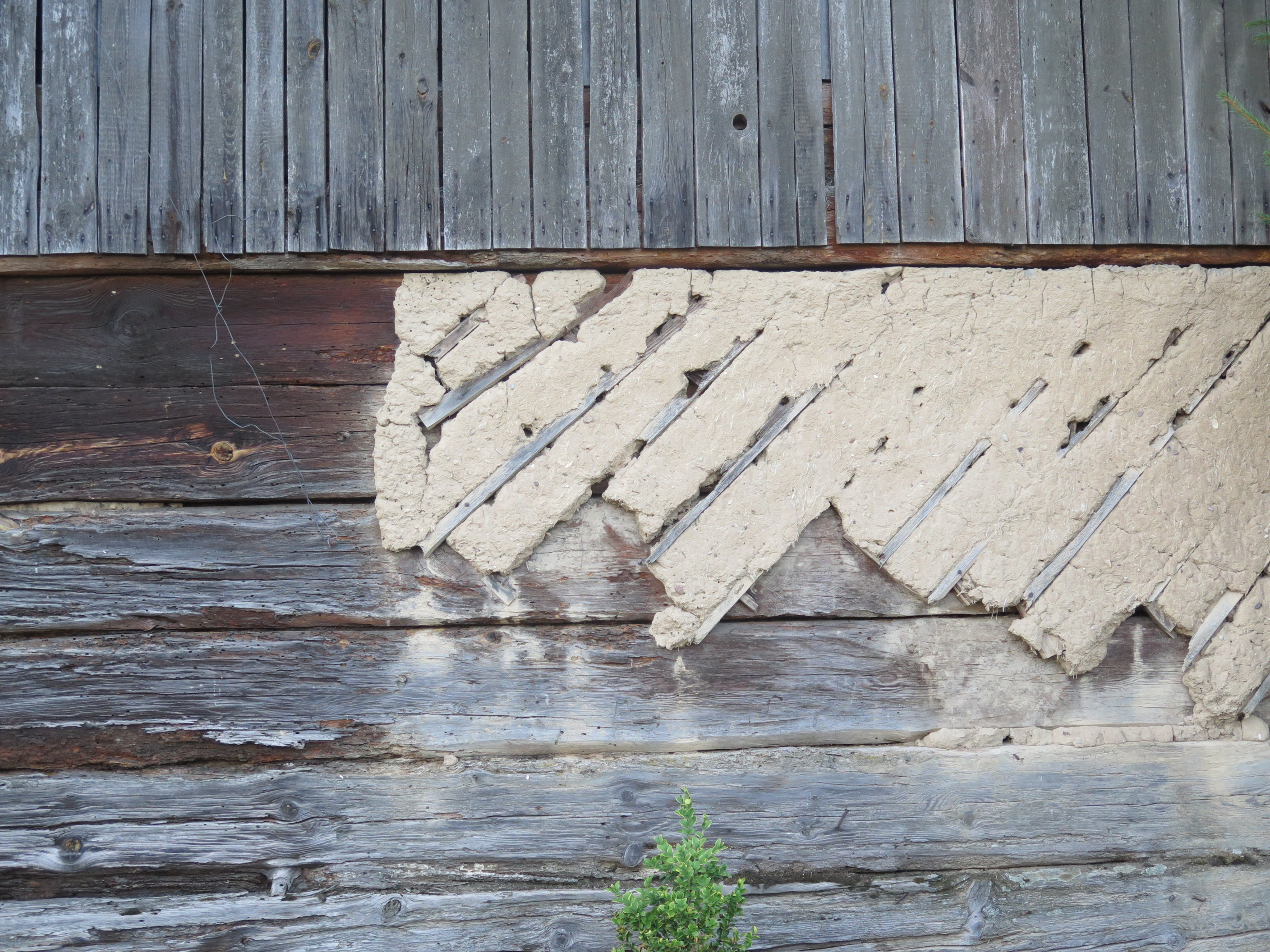
Szczegół starego drewnianego domu, Marylin 22
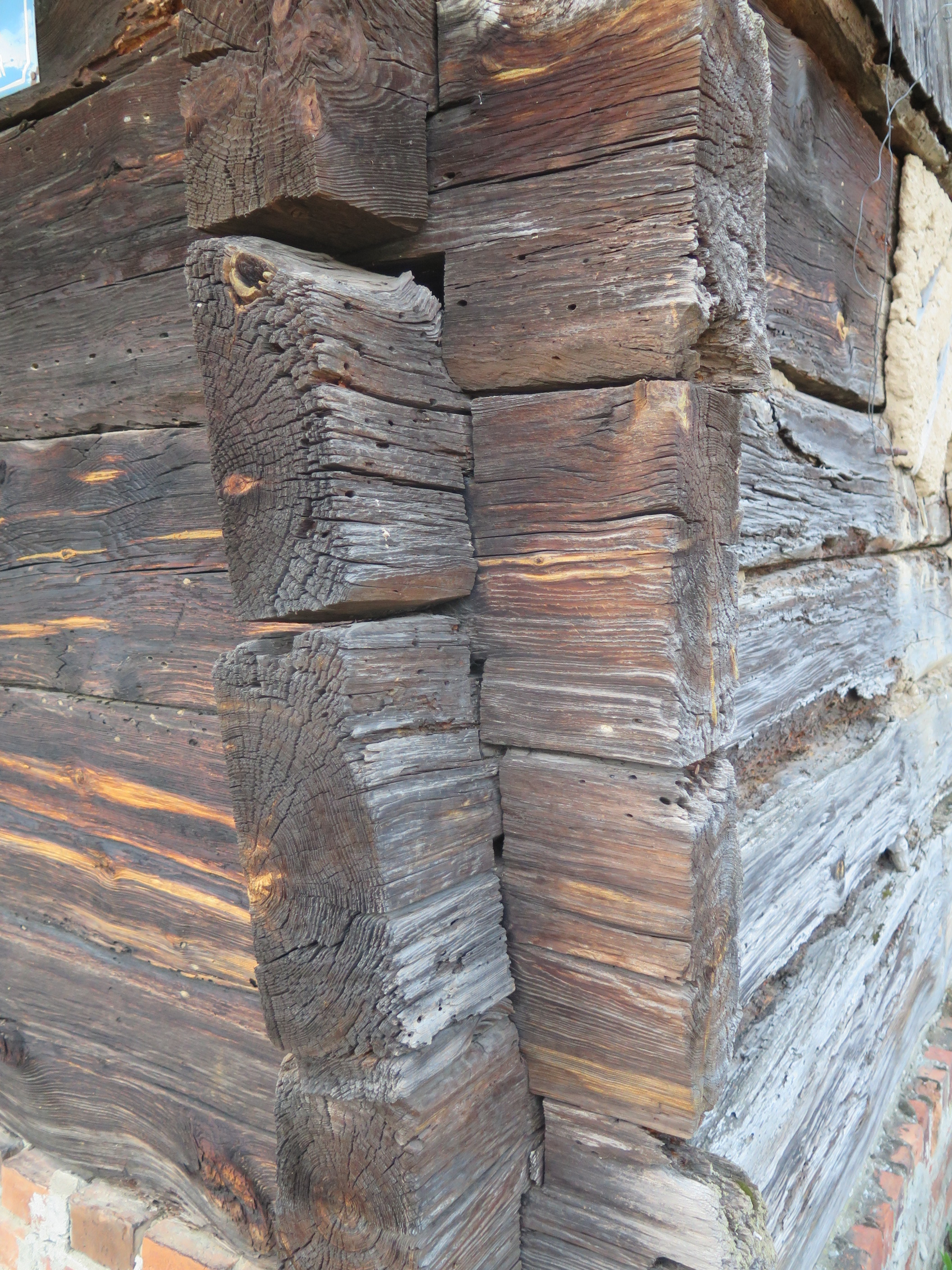
Szczegół starego, drewnianego domu, Marylin 22
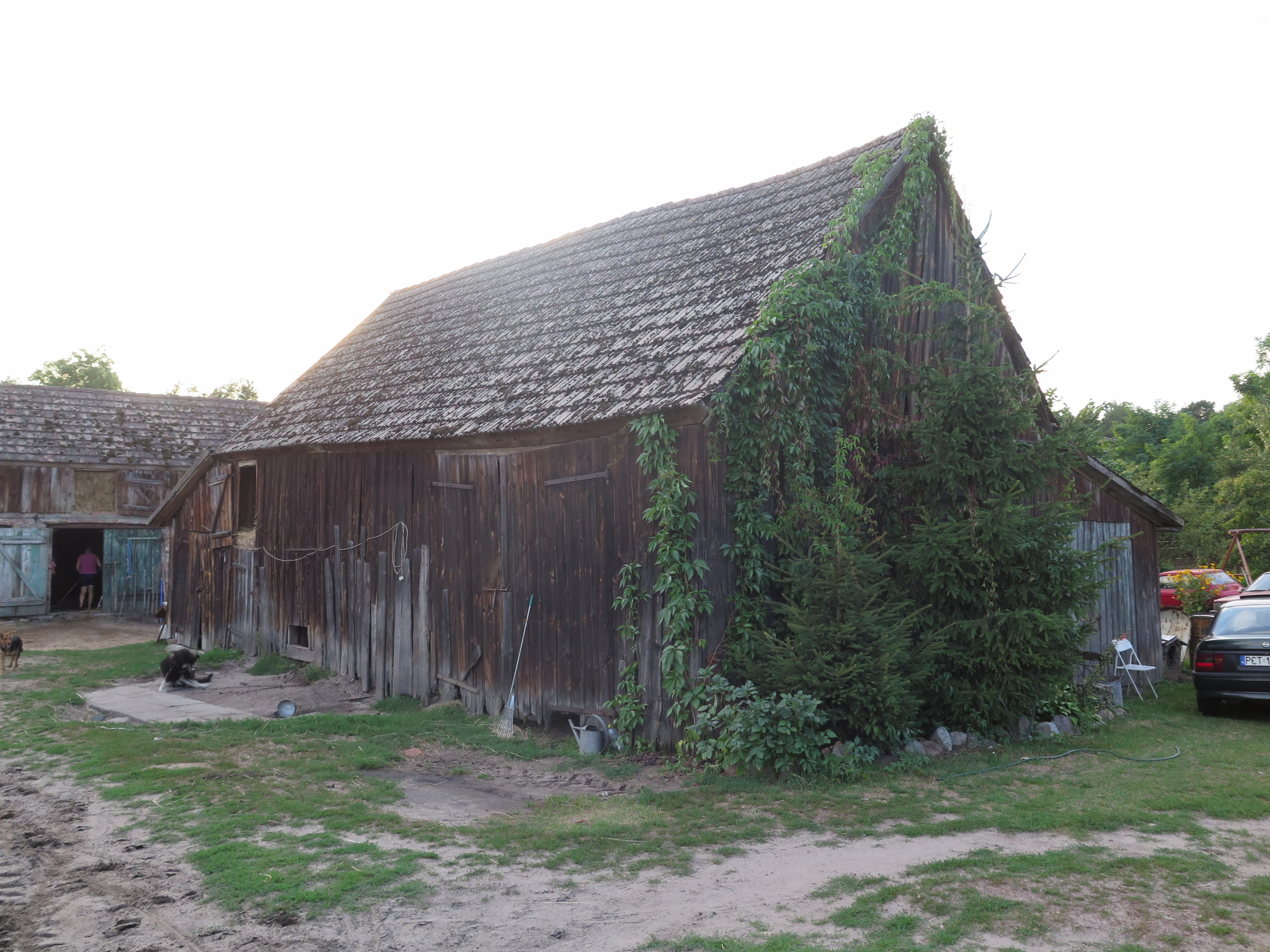
Drewniana stodoła

|  |

|  |